# 조대현 (법조인)
조대현(曺大鉉, 1951년 2월 11일 ~ )은 대한민국의 법조인이다. 헌법재판소 재판관을 지냈다.

## 생애
1951년 충청남도 부여군에서 태어났다. 용산고등학교와 서울대학교를 졸업하였고 단국대학교 대학원 재학 중 17회 사법시험에 합격하여 판사가 되었다. 서울 언주중학교 교장 서외순이 배우자이고, 서외순과의 사이에 쌍둥이 아들을 두었다. 아들 둘 다 법조인(변호사)으로 활동 중이다.
판사로 재직할 당시 '판결문 간결하게 쓰기' 운동을 주도하였다. 2002년 10월, '21세기 가족의 전망과 호적제도 개선방안에 대한 토론회'에서 "호적제의 목적은 국민의 신분기록을 장부에 공시하는 것인데, 호주와 가족 간의 관계를 나타낼 필요가 없다면 가족 단위보다는 개인별로 편재하는 것이 바람직하다"며 개인별 신분등록제도를 제안했다.
2004년 변호사로 개업하였고, 2005년 열린우리당 추천으로 헌법재판관에 임명되었다.

## 학력
- 용산고등학교 졸업
- 1973년 서울대학교 법과대학 졸업
- 1975년 단국대학교대학원 석사

## 경력
- 1975년 제17회 사법시험 합격
- 1980년 서울민사지방법원 판사
- 1988년 서울고등법원 판사
- 1991년 대구지방법원 김천지원 지원장
- 1994년 사법연수원 교수
- 1999년 대법원 원장 비서실장, 대전고등법원 부장판사
- 2000년 서울고등법원 부장판사
- 2004년 법무법인 화우 변호사
- 2005년 7월 헌법재판소 재판관(국회 선출)
- 2011년 7월 헌법재판소 재판관 퇴임, 법무법인 화우 고문변호사

## 판사 재임
사법연수원 7기로, 노무현 전 대통령, 정상명 전 검찰총장, 김능환 대법관, 안대희 대법관, 김종대 헌법재판관과 동기이다. 대법원장 비서실장, 서울고등법원 부장판사를 역임하였다.

## 주요 재판
- 기각 결정이 난 '노무현 대통령의 선거중립 의무 준수요청'에 대한 헌법소원 심판에서 '노 대통령의 정치적 표현의 자유를 침해한 것'이라는 소수 의견을 밝혔다.
- 종합부동산세 판결에서 김희옥 재판관과 함께 합헌 의견을 냈다.